# ایبرچی اوپارا
ایبرچی اوپارا (انگلیسی: Eberechi Opara؛ زادهٔ ۶ مارس ۱۹۷۶) بازیکن فوتبال اهل نیجریه است.
وی همچنین در تیم ملی فوتبال زنان نیجریه بازی کرده‌است.